# Crosslauf-Weltmeisterschaften 1974
Die 2. Crosslauf-Weltmeisterschaften der IAAF fanden am 16. März 1974 auf der Rennbahn von Monza (Italien) statt.
Die Männer starteten über eine Strecke von 12,0 km, die Frauen über 4,0 km und die Junioren über 7,1 km.
Der vierte Rang von Dietmar Millonig im Juniorenrennen ist die bis heute beste Platzierung eines österreichischen Athleten bei Crosslauf-Weltmeisterschaften.

## Ergebnisse

### Männer

#### Einzelwertung
| Platz | Athlet          | Land | Zeit (min) |
| ----- | --------------- | ---- | ---------- |
| 1     | Erik De Beck    | BEL  | 35:23,8    |
| 2     | Mariano Haro    | ESP  | 35:24,6    |
| 3     | Karel Lismont   | BEL  | 35:26,6    |
| 4     | Jim Brown       | SCO  | 35:29,2    |
| 5     | Detlef Uhlemann | FRG  | 35:30,4    |
| 6     | Wilfried Scholz | GDR  | 35:31,8    |
| 7     | Ray Smedley     | ENG  | 35:35,8    |
| 8     | Noel Tijou      | FRA  | 35:36,4    |

Von 125 gestarteten Athleten erreichten 122 das Ziel.
Weitere Teilnehmer aus deutschsprachigen Ländern:
- 12: Manfred Kuschmann (GDR), 35:54,2
- 22: Michael Karst (FRG), 36:26,6
- 24: Karl-Heinz Leiteritz (GDR), 36:28,8
- 25: Gerald Umbach (GDR), 36:29,8
- 37: Reinhard Leibold (FRG)
- 44: Gerd Frähmcke (FRG)
- 53: Wilhelm Jungbluth (FRG)
- 59: Theodor Leimbach (FRG)
- 62: Wolfgang Krüger (FRG)
- 73: Jürgen Straub (GDR)
- 86: Dietmar Knies (GDR)
- 89: Peter Lindtner (AUT)
- 116: Anton Gorbunow (FRG)

#### Teamwertung
| Platz | Land und Athleten                                                                                   | Gesamtpunktzahl und Einzelplatzierung |
| ----- | --------------------------------------------------------------------------------------------------- | ------------------------------------- |
| 1     | Belgien Erik De Beck Karel Lismont Marc Smet Gaston Roelants Frank Grillaert Erik Gyselinck         | 103 01 03 013 014 027 045             |
| 2     | England Ray Smedley Dave Black Bernie Ford Grenville Tuck Frank Briscoe Mike Beevor                 | 109 07 09 011 016 030 036             |
| 3     | Frankreich Noel Tijou Lucien Rault Pierre Liardet Jean-Jacques Prianon René Jourdan Jean-Paul Gomez | 215 08 020 038 039 049 061            |

Insgesamt wurden 15 Teams gewertet. Die bundesdeutsche Mannschaft belegte mit 220 Punkten den vierten und die Mannschaft der DDR mit 226 Punkten den fünften Platz.

### Frauen

#### Einzelwertung
| Platz | Athlet                  | Land | Zeit (h) |
| ----- | ----------------------- | ---- | -------- |
| 1     | Paola Cacchi            | ITA  | 12:42,0  |
| 2     | Nina Holmén             | FIN  | 12:47,6  |
| 3     | Rita Ridley             | ENG  | 12:54,0  |
| 4     | Ann Yeoman              | ENG  | 12:58,6  |
| 5     | Pirjo Vihonen           | FIN  | 13:02,0  |
| 6     | Bronisława Ludwichowska | POL  | 13:03,2  |
| 7     | Joyce Smith             | ENG  | 13:04,4  |
| 8     | Mary Stewart            | SCO  | 13:05,6  |

Alle 69 gestarteten Athletinnen erreichten das Ziel.
Teilnehmerinnen aus deutschsprachigen Ländern:
- 20: Christa Kofferschläger (FRG), 13:31,0
- 21: Charlotte Teske (FRG), 13:31,8
- 34: Christine Klemme (FRG), 13:40,8
- 41: Christel Rosenthal (FRG), 13:53,4
- 49: Vera Kemper (FRG), 14:05,4
- 56: Renate Kieninger (FRG), 14:13,8
- 69: Anni Klemenjak (AUT), 17:00,2

#### Teamwertung
| Platz | Land und Athleten                                                       | Gesamtpunktzahl und Einzelplatzierung |
| ----- | ----------------------------------------------------------------------- | ------------------------------------- |
| 1     | England Rita Ridley Ann Yeoman Joyce Smith Carol Gould                  | 28 03 04 07 14                        |
| 2     | Italien Paola Cacchi Margherita Gargano Silvana Cruciata Bruna Lovisolo | 50 01 10 13 26                        |
| 3     | Finnland Nina Holmén Pirjo Vihonen Sinikka Tyynelä Irja Pettinen        | 61 02 05 16 38                        |

Insgesamt wurden zwölf Teams gewertet. Die bundesdeutsche Mannschaft belegte mit 116 Punkten den siebten Platz.

### Junioren

#### Einzelwertung
| Platz | Athlet         | Land | Zeit (h) |
| ----- | -------------- | ---- | -------- |
| 1     | Rich Kimball   | USA  | 21:30,8  |
| 2     | Venanzio Ortis | ITA  | 21:33,0  |
| 3     | John Treacy    | IRL  | 21:42,4  |

Alle 75 gestarteten Athleten erreichten das Ziel.
Teilnehmer aus deutschsprachigen Ländern:
- 4: Dietmar Millonig (AUT), 21:48,0
- 14: Peter Gebhardt (FRG), 22:01,6
- 17: Markus Ryffel (SUI), 22:08,4
- 28: Stefan Grossenbacher (SUI), 22:25,0
- 31: Karl Fleschen (FRG), 22:33,2
- 35: Ulrich Betz (FRG), 22:40,0
- 37: Bernhard Vifian (SUI), 22:42,2
- 38: Heiner Hansen (FRG), 22:42,6
- 50: Bruno Lafranchi (SUI), 22:57,6
- 56: Martin Preuschl (AUT), 23:14,8
- 62: Robert Manz (FRG), 23:29,6
- 63: Bruno Kuhn (SUI), 23:32,6
- 66: Peter Gaelli (SUI), 24:08,2

#### Teamwertung
| Platz | Land und Athleten                                                     | Gesamtpunktzahl und Einzelplatzierung |
| ----- | --------------------------------------------------------------------- | ------------------------------------- |
| 1     | Vereinigte Staaten Rich Kimball Matt Centrowitz John Roscoe Pat Davey | 22 01 05 06 10                        |
| 2     | Marokko Bouchaib Zouhri Mohamed Naoumi Hamadi Massoudi Yahia Hadka    | 58 07 08 21 22                        |
| 3     | Italien Venanzio Ortis Giuseppe Gerbi Stefano La Sala Salvatore Anzà  | 90 02 24 25 39                        |

Insgesamt wurden 13 Teams gewertet. Die bundesdeutsche Mannschaft belegte mit 118 Punkten den siebten und die Schweizer Mannschaft mit 132 Punkten den zehnten Platz.